# روان‌شناسی مثبت‌گرا
روان‌شناسی مثبت‌گرا شاخه‌ای جدید در علم روان‌شناسی است که به صورت رسمی در سال ۲۰۰۰ توسط پروفسور مارتین سلیگمن، رئیس وقت انجمن روان‌شناسی آمریکا بنیان‌گذاری شد. اگرچه پژوهش‌های مربوط با روان‌شناسی مثبت‌گرا از دهه‌های قبل آغاز شده بود؛ اما در سال ۲۰۰۰ انجمن روان‌شناسی آمریکا یک شماره از مجله امریکن سایکولوژیست را به روان‌شناسی مثبت‌گرا اختصاص داد که به «شماره هزاره» معروف شد و به این ترتیب روان‌شناسی مثبت‌گرا رسماً معرفی شد.

## تعریف روان‌شناسی مثبت‌گرا
گیبل و هیدت روان‌شناسی مثبت‌گرا را به این صورت تعریف می‌کنند: مطالعه علمی شرایط و فرایندهایی که در شکوفایی و کارکرد بهینه افراد، گروه‌ها و نهادها شرکت دارند. داینر روان‌شناسی مثبت‌گرا را علم مطالعه شکوفایی انسان می‌داند. شلدون و کینگ نیز در سال ۲۰۰۱ تعریفی از روان‌شناسی مثبت‌گرا ارائه دادند. از نظر آن‌ها روان‌شناسی مثبت‌گرا چیزی بیش‌تر از مطالعه علمی توانایی‌ها و فضیلت‌های یک انسان معمولی نیست. سلیگمن و همکارانش نیز یک تعریف نسبتاً پذیرفته شده از روان‌شناسی مثبت‌گرا ارائه داده‌اند. از نظر آن‌ها، روان‌شناسی مثبت‌گرا مطالعه علمی تجربیات مثبت، صفات فردی مثبت و نهادهایی است که رشد این تجربیات و صفات را تسهیل می‌کنند. در نهایت ذکر این نکته ضروری است که لینلی و همکاران با جمع‌بندی تمام تعاریف موجود، روان‌شناسی مثبت‌گرا را به‌صورت مطالعه علمی کارکرد بهینه انسان، تعریف کرده‌اند.

## تاریخچه ظهور روان‌شناسی مثبت‌گرا

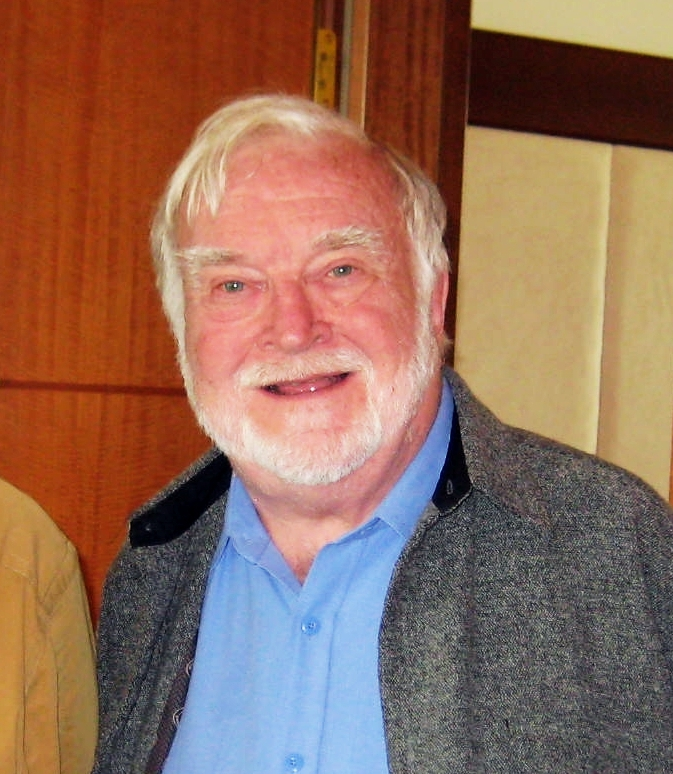
میهای چیک‌سنت‌میهایی

مباحث مربوط به شادکامی و هیجانهای مثبت از زمانهای دور مطرح بوده‌اند؛ اما روان‌شناسی مثبت‌گرا به‌عنوان یک شاخه مستقل از روان‌شناسی تاریخچه کوتاهی دارد. قبل از جنگ جهانی دوم، روان‌شناسی آمریکا سه هدف عمده را دنبال می‌کرد: درمان بیماری‌های روانی، کمک به مردم برای داشتن یک زندگی مثمر ثمر و ارضاء کننده، و در نهایت کشف کردن و پرورش دادن استعدادهای برتر. این تمرکز اولیه بر روی روان‌شناسی مثبت‌گرا در کارهای افرادی چون مطالعات ترمن[1] بر روی نبوغ و شادکامی زناشویی، نوشته‌های واتسون دربارهٔ فرزند پروری مؤثر، و کارهای یونگ بر روی جستجو معنا در زندگی دیده می‌شود؛ اما درست پس از جنگ جهانی دوم، دو رویداد که هر دو اقتصادی بودند، چهره روان‌شناسی را تغییر داد. در سال ۱۹۴۶، اداره امور کهنه سربازان[2] تشکیل شد و هزاران روان‌شناس دریافتند که می‌توانند با درمان بیماری‌های روانی، برای خود زندگی دست و پا کنند. در سال ۱۹۴۷ نیز مؤسسه ملی سلامت روان[3] (که به‌رغم اهدافش، همیشه بر پایه مدل بیماری بوده است و بهتر است که به مؤسسه ملی بیماری روانی تغییر نام دهد) پدید آمد و افراد دانشگاهی دریافتند که اگر بر روی آسیب‌شناسی پژوهش کنند، می‌توانند بودجه پژوهشی دریافت کنند.
بنابراین روان‌شناسی آمریکا بعد از جنگ جهانی دوم، هدف اصلی‌اش را بر ارزیابی، شناخت و درمان بیماری روانی قرار داد و در این حوزه پیشرفت‌های قابل تحسینی حاصل شد. اکنون مفاهیم مبهمی مانند افسردگی، اسکیزوفرنی و خشم با دقت قابل ملاحظه‌ای قابل اندازه‌گیری شده‌اند. همچنین درمان‌های معتبری برای حدود چهارده بیماری روانی وجود دارد. علاوه براین‌ها، پژوهش‌های زیاد در زمینه آسیب‌شناسی روانی، باعث به وجود آمدن شیوه‌هایی برای طبقه‌بندی اختلالات روانی شده است و این شیوه‌ها به روانشناسان بالینی اجازه می‌دهند که با صحت قابل قبولی به کار تشخیص بپردازند و با پایایی بیش‌تری علائم را ارزیابی کنند.
در دهه آخر قرن بیستم روانشناسان به موضوع پیشگیری بیش از پیش علاقه نشان دادند. جامعه روان‌شناسی دریافت که آنچه روانشناسان در طول ۵۰ سال اخیر در چارچوب مدل بیماری یادگرفته‌اند، نمی‌تواند به پیشگیری در حوزه روان‌شناسی کمک کند. همچنین روانشناسان دریافتند که دربارهٔ اینکه چگونه زندگی افراد بدون کژکاری روانی را بهبود بخشند، چیز بسیار کمی می‌دانند. از سوی دیگر آن‌ها نمی‌دانستند که چه چیزی یک فرد را خوشبین، مهربان، بخشنده، خشنود، درگیر، هدفمند و با استعداد می‌کند؛ بنابراین وقتی مارتین سلیگمن در سال ۱۹۹۸ به ریاست انجمن روان‌شناسی آمریکا رسید، همه چیز مهیای معرفی روان‌شناسی مثبت‌گرا به‌عنوان یک شاخه جدید و رسمی در روان‌شناسی بود.

## اهداف روان‌شناسی مثبت‌گرا
سلیگمن و میهای عقیده دارند که روان‌شناسی مثبت‌گرا به دنبال بهبود کیفیت زندگی افراد و پیشگیری از آسیب‌های روانی ناشی از زندگی بی ثمر و بی معنا است؛ بنابراین در کل می‌توان گفت که هدف روان‌شناسی مثبت‌گرا ایجاد تسهیل در تغییر تمرکز روان‌شناسی از اشتغال صرف با ترمیم بدترین چیزها در زندگی، به سمت به وجود آوردن کیفیت‌های مثبت است. هدف روان‌شناسی مثبت‌گرا گسترش دادن تمرکز روان‌شناسی به فراتر از رنج کشیدن و تسکین مستقیم آن است. روان‌شناسی مثبت‌گرا به دنبال توانایی‌های سالم، جاه طلبی‌ها، تجربیات زندگی مثبت و توانایی‌های منش افراد و اینکه چگونه آن‌ها به‌عنوان سپری در مقابل اختلال عمل می‌کنند، است.
تاب‌آوری از اولین موضوعاتی بود که توجه روانشناسان مثبت‌گرا را به خود جلب کرد.
معمولاً سازمان‌ها به قدرت عملکرد اهمیت می‌دهند، اما روان‌شناسان مثبت‌گرا به توانمندی‌های رفتاری و اهمیت آن در رویارویی با مشکلات علاقه‌مند هستند لذا طبقه‌بندی جدیدی بر اساس توانمندی‌های رفتاری ارائه دادند.
البته باید به این نکته نیز توجه کرد که روان‌شناسی مثبت‌گرا نمی‌خواهد رنج، ناخشنودی یا جنبه‌های منفی زندگی را انکار کند. متخصصان روان‌شناسی مثبت‌گرا وجود رنج انسانی، خودخواهی، سیستم خانوادگی کژکار، و نهادهای غیر مؤثر را قبول دارند. اما هدف روان‌شناسی مثبت‌گرا این است که روی دیگر سکه را مطالعه کند (راهی که از طریق آن افراد احساس شادی می‌کنند، نوع دوستی نشان می‌دهند و یک خانواده یا نهاد سالم می‌سازند) که از طریق آن به طیف کامل تجربه انسانی بپردازد.
شناخت و پرورش مهارت‌ها، سلامت فکری و روانی، پرورش معنا در زندگی، ایجاد روابط مثبت در خانواده و کسب شادی حقیقی را می‌توان از جمله مهم‌ترین اهداف روان‌شناسی مثبت دانست، اما شاید اساس و بنیان اصلی این رشته بر مفهوم «زندگی در زمان حال» استوار است. در دنیایی که روان‌شناسی مثبت ترسیم می‌کند، مردم در زمان حال زندگی می‌کنند که این به معنای بی‌توجهی به گذشته و بی‌تفاوتی نسبت به آینده نیست بلکه به معنای عدم وابستگی به اتفاقات قبلی و عدم دل‌مشغولی و ترس از اتفاقات بعدی است که موجبات از بین رفتن سلامت و شادابی در زندگی را فراهم می‌کند.

## تفاوت مثبت‌اندیشی با روان‌شناسی مثبت‌گرا
اشاره به مثبت‌اندیشی و نگرش مثبت در منابع و کتاب‌های بسیاری مشاهده می‌شود که کارنگی‌ها و ناپلئون هیل به نوعی از سردمداران این حوزه بودند. کتاب‌هایی مانند بیاندیشید و ثروتمند شوید و کتاب معروف راز هم به همین موضوع اشاره دارد ولی آیا مثبت‌اندیشی و تصویرسازی ذهنی مثبت همان روان‌شناسی مثبت است؟
روان‌شناسی مثبت‌گرا با تأکید بر نقاط قوت و ایجاد زندگی خوب، سعی در رساندن زندگی افراد متوسط به زندگی عالی دارد. اما این رویکرد ممکن است باعث شود افراد احساس کنند همواره باید در تلاش برای رسیدن به زندگی ایده‌آل باشند و هیچ‌گاه به زندگی خود رضایت نداشته باشند.
اگرچه روان‌شناسی مثبت‌گرا با هدف بهبود کیفیت زندگی افراد شکل گرفته است، اما تأکید بیش از حد بر مثبت‌نگری و داشتن حال خوب همواره می‌تواند اثرات منفی داشته باشد؛ لذا باید توازن بین احساسات مثبت و منفی حفظ شود و به افراد اجازه داده شود تا در برابر مشکلات زندگی، طیف گسترده‌ای از احساسات را تجربه کنند. فشار برای شاد به نظر رسیدن می‌تواند منجر به احساس بی کفایتی و نارضایتی شود.
شاید بتوان در مواردی آن‌ها را مشابه دانست اما مثبت‌اندیشی بیشتر بر روایات و حکایات افراد کفایت می‌کند و هیچ گزارهٔ علمی و اطلاعات مستندی برای اثبات آن موجود نیست در حالی که روان‌شناسی مثبت یک شاخه از علم روان‌شناسی است که بر روش‌های علمی تأکید دارد و قابل اثبات می‌باشد.

## دیکتاتوری مثبت‌نگری تاملی در اثرات منفی روانشناسی مثبت
دیکتاتوری مثبت‌نگری به رویکردی اشاره دارد که در آن افراد به‌جای مواجهه با واقعیت‌های تلخ و چالش‌های زندگی، به‌طور مداوم به افکار و احساسات مثبت روی می‌آورند. این رویکرد ممکن است به ایجاد انگیزه و امیدواری کمک کند، اما در عین حال می‌تواند منجر به نادیده‌گرفتن مشکلات واقعی و عدم پذیرش احساسات منفی شود. در این نوع دیکتاتوری، افراد تحت فشار قرار می‌گیرند تا همیشه خوش‌بین باشند و از بیان نگرانی‌ها یا احساسات منفی خود خودداری کنند. این وضعیت می‌تواند به سلامت روان آسیب بزند و مانع از رشد شخصی و اجتماعی شود.
روانشناسی مثبت‌گرا به دنبال بهبود کیفیت زندگی افراد و پیشگیری از آسیب‌های روانی ناشی از زندگی بی‌ثمر و بی‌معنا است. اما برخی منتقدان معتقدند این رویکرد، بار سنگین “داشتن حال خوب” را بر شانه‌های افراد می‌گذارد. در واقع، گاهی شرایط محیطی و رویدادها به گونه‌ای است که باید به انسان‌ها حق داد احساسات منفی را تجربه کنند و حال بد داشته باشند.
بنظر میرسد تاکید جامعه بر مثبت اندیشی بی امان یک چشم انداز احساسی سفت و سخت ایجاد می کند که در آن احساسات دشواری مانند غم و اندوه، خشم و ترس کنار گذاشته می شوند. 

## افراد شاخص
افراد مهم در روان‌شناسی مثبت عبارتنداز:
- مارتین سلیگمن
- میهای چیکسِنت‌میهای
- کریستوفر پترسون (Christopher Peterson)
- کارول دوئِک
- دانیل گیلبرت (Daniel Gilbert)
- کنون شلدون (Kennon Sheldon)
- آلبرت بندورا
- چارلز آر. اسنایدر (Charles R. Snyder)
- فیلیپ زیمباردو

## روان‌شناسی مثبت‌گرا در سازمان‌ها
پژوهش سازمانی مثبت‌گرا (POS)پژوهش سازمانی روی توجه به پویایی‌های مولد درون سازمان‌ها که به توسعه نقاط قوت انسان، افزایش انعطاف‌پذیری در کارکنان، فراهم‌سازی امکان بهبود و بازیابی (healing and restoration)، و ایجاد عملکرد فوق‌العاده فردی و سازمانی سبب می‌شود تمرکز دارد. رفتار سازمانی مثبت‌گرا (POB) «مطالعه و کاربرد مثبت‌گرایی در توانمندی‌های منابع انسانی و ظرفیت‌های روان‌شناسی که می‌توانند برای بهبود عملکرد در محیط کار امروز، اندازه‌گیری شده، توسعه‌یافته و مدیریت شوند» روان‌شناسی سازمانی مثبت‌گرا (POP) روان‌شناسی سازمانی مثبت‌گرا به‌عنوان شاخه‌ای از روان‌شناسی مثبت‌گرا متمرکز بر موضوعات و مسائل کسب‌وکار و سازمان اشاره دارد. روان‌شناسی سلامت کار مثبت‌گرا (POHP «نحوه‌ای که زمینه کاری (همچون مشاغل، واحدهای کاری، گروهای کاری، حرفه‌ها و سازمان‌ها) تحت تأثیر روابط مثبت‌گرا (positive relationships)، هیجانات مثبت و معناداری مثبت (positive meanings) قرار گرفته یا بر آن تأثیر می‌گذارد»